# Маймун-Диз
Маймун-Диз (перс. میمون دز‎) была крупной крепостью низаритских исмаилитов, расположенной вблизи замка Аламут. Её точное местонахождение или идентификация были предметом споров.
Предлагаемые места включают в себя:
- пещеру Шамс Калайех
- замок Навизар Шах
- На вершине горы Шатан (перс. کوه شاتان‎ Кух-э Шатан) возле Хошк Чала.

Крепость была сдана проживавшим там имамом Рукн-ад-Дином Хуршахом вторгшимся монголам при Хулагу-хане и впоследствии была демонтирована. Это привело к капитуляции почти всех других цитаделей (кроме Ламасара и Гердкуха) и распаду низаритского государства.

## История
Дата (начала) постройки низаритскими-исмаилитами по-разному определяется как 1097 (для Джами ат-Тавариха), 1103 (для Зубдата аль-Тавариха) и во время имамата Ала ад-Дина Мухаммеда (для Тарих-и Джахангушай). Крепость была на огромной скале, поднимающейся почти вертикально из долины. Её валы были сделаны из гипса и гравия. В других местах она была описана как «необычная пещера-крепость».
После монгольского вторжения в Иран и последующей смерти последнего хорезмийского императора Хулагу-хан начал покорять цитадели низаритских исмаилитов в качестве главной цели. Он потребовал, чтобы низаритский имам Рукн ад-Дин демонтировал низаритские крепости, включая Аламут, и сдался Хулагу-хану, который достиг Рудбара. Хуршах жил в Маймун-Дизе и вскоре обнаружил, что крепость окружена Хулагу-ханом и его восемью туменами (80 000 бойцов). Команды отобранных монгольских бойцов были распределены с интервалом около 250 метров от вершины холма до долины.
По-видимому, монголы не решались начать осаду Маймун-Диза и были убеждены пойти на какой-то компромисс. С приближением зимы осаждающие монголы столкнулись с проблемами снабжения из-за трудностей с поиском корма для своих лошадей. 19 ноября 1256 года Хуршах с группой видных деятелей покинул крепость и сдался Хулагу-хану. Учитывая, насколько хорошо Аламут был укреплён и обеспечен, монголы приветствовали капитуляцию. Группа низаритов продолжала сражаться на последнем посту в «куббе» (предположительно с высоким куполообразным строением в форте). Маймун-Диз был впоследствии разрушен, а его жители убиты. Это традиционно считается датой разрушения Низаритского исмаилитского государства.